# Rio 2 – Prövar vingarna i Amazonas
Rio 2 – Prövar vingarna i Amazonas (engelska: Rio 2) är en animerad långfilm som hade biopremiär i USA den 11 april 2014, i regi av Carlos Saldanha.

## Handling
När Blu, Jewel och deras tre barn upptäcker att Linda och Tulio har hittat en hel stam av blå ara i Amazonområdet, inser de att inte är de enda kvar av sin art. De nyligen funna arorna visar sig vara Jewels familj, och Blu gör sitt bästa för att passa in.

## Rollista
- Jesse Eisenberg – Blu
- Anne Hathaway – Jewel
- Leslie Mann – Linda Gunderson
- Bruno Mars – Roberto
- Jemaine Clement – Nigel
- George Lopez – Rafael
- Jamie Foxx – Nico
- will.i.am – Pedro
- Rodrigo Santoro – Tulio Monteiro
- Jake T. Austin – Fernando
- Tracy Morgan – Luiz
- Bebel Gilberto – Eva
- Andy García – Eduardo
- Kristin Chenoweth – Gabi
- Rita Moreno – Mimi
- Rachel Crow – Carla
- Amandla Stenberg – Bia
- Pierce Gagnon – Tiago
- Miguel Ferrer – Bossen
- Philip Lawrence – Felipe
- Natalie Morales – nyhetsankare
- Janelle Monáe – veterinär

### Svenska röster
- Ola Forssmed – Blu
- Pernilla Wahlgren – Jewel
- Josephine Bornebusch – Linda
- Kim Cesarion – Roberto
- Claes Ljungmark – Nigel
- Magnus Ehrner – Rafael
- Jakob Stadell – Nico
- Dogge Doggelito – Pedro
- Fredde Granberg – Tulio
- Daniel Melén – Fernando
- Kodjo Akolor – Luiz
- Leif Andrée – Eduardo
- Lizette Pålsson – Gabi
- Vicki Benckert – Mimi
- Maja Benckert – Carla
- Martina Nygren – Bia
- Leon Pålsson Sälling – Tiago
- Johan Hedenberg – Bossen
- Anders Öjebo – Felipe
- Anna Lindmarker – nyhetsankare

### Fotnoter
1. ↑  ”RIO 2 (U)”. 20th Century Fox. British Board of Film Classification. March 5, 2014. http://www.bbfc.co.uk/releases/rio-2-film-0. Läst 5 mars 2014.
2. ↑  Faughnder, Ryan (April 10, 2014). ”'Rio 2' to take on 'Captain America: The Winter Soldier' at box office”. 'Rio 2' to take on 'Captain America: The Winter Soldier' at box office. Los Angeles Times. Arkiverad från originalet den juni 30, 2009. https://web.archive.org/web/20090630013226/http://www.latimes.com/entertainment/envelope/cotown/la-et-ct-can-captain-america-coast-over-rio-2-20140409%2C0%2C3427483.story. Läst 11 april 2014.
3. 1 2  ”Rio 2” (på engelska). Box Office Mojo. 11 april 2014. http://www.boxofficemojo.com/movies/?page=main&id=rio2.htm. Läst 5 augusti 2015.